# Razan (Lorestan)
Razan (pers. رازان) – miejscowość w Iranie, w ostanie Lorestan. W 2006 roku miejscowość liczyła 1757 mieszkańców w 423 rodzinach.